# Torda Zsigmond
Gyalui Torda Zsigmond (?, 1518 – ?, 1569) királyi kamarai hivatalnok, a Jagelló-kor alkalmi költészetének képviselője.

## Élete
Életéről kevés információt tudunk. Élt Pozsonyban, ahova tartózkodási helyéről, Eperjesről 1565. december 1-jén családjával együtt költözött. Részt vett az 1558. évi pozsonyi országgyűlésen.

## Munkái
- Oratio De Beatitudine. Eiusdem Quaestio An honesta natura sint, an uero opinione. Padua, 1549
- Evripidis Orestes, Tragoedia Cum Primis elegans, latino carmine longe doctiss. expressa, nuncq. primum in lucem edita Sigismundo Geloo Pannonio interprete. Basiliae, 1551
- Epigrammata Sigismundi Tordae Geloi, Ad Illvstrem Thomam A Nadasd, Posonii per occasiones scripta … Viennae, 1554
- Libellvs Elegans Galeoti martii De Egregie, Sapienter, Iocose Dictis Ac Factis Matthiae … Vngariae Regis … Uo. 1563
- Ephemerides Sigismundi Torda («quas Ephemeridibus Nicolae Szini Mathematici Bononiensis A. C. 1554. Venetiis sua manu inscriptsit.») Közölve: 1558-1567 (Kovachich, Martinus Georgius, Scriptores Rerum Hungaricarum Minores. Budae, 1798. I. 112-128. l.)
- Gyalui Thorda Zsigmond naplója, 1558–1568; sajtó alá rend. Póka Ágnes, ford. Bolonyai Gábor; ELKH BTK TTI, Budapest, 2021 (Magyar történelmi emlékek Elbeszélő források)